# Щоденники вампіра (серія романів)
Щоденники вампіра (англ. The Vampire Diaries) — серія романів Лізи Джейн Сміт, що вийшла в 1991 році. 10 вересня 2009 року на американському телеканалі CW стартував серіал, знятий за мотивами серії книг — «Щоденники вампіра» (англ. The Vampire Diaries).

## Сюжет
Сюжет розповідає про 17-річну красуню Єлену Гілберт — зіркову студентку, популярну дівчину, перед якою хлопці стоять на колінах. З початку навчального року Єлена та її друзі захоплюються новим студентом, Стефаном Сальваторе.
Стефан — темноволосий красень, він ніколи не дивиться на сонце й ховає очі за темними окулярами. Він — єдиний, на кого чари Єлени не діють, хоча він і намагається захистити її від похмурих таємниць свого минулого. Стефан і Єлена відразу ж зустрічаються, але Єлена й гадки не має, що Стефан — це стародавній вампір, який не хоче бути монстром, він бореться за мирне існування серед людей, а тим часом Деймон — його брат — втілення жорстокості й звірства вампірів. Усе своє життя він присвятив знущанням над Стефаном, з яким у XVI столітті вони не поділили дівчину, в котру обидва були закохані.
Зараз йому потрібна Єлена, тому він піде на все, щоб добитися її тіла й отримати її душу. Тепер ці два брати — один добрий, інший поганий — розпочали війну за душу Єлени, її друзів, сім'ї, всього міста.

## Персонажі
| Персонаж              | Книги             | Книги             | Книги             | Книги                | Книги                | Книги                | Книги             | Книги                | Книги             | Книги             |                   |
| Персонаж              | 1                 | 2                 | 3                 | 4                    | 5                    | 6                    | 7                 | 8                    | 9                 | 10                |                   |
| --------------------- | ----------------- | ----------------- | ----------------- | -------------------- | -------------------- | -------------------- | ----------------- | -------------------- | ----------------- | ----------------- | ----------------- |
| Елейна Гілберт        | Основний персонаж | Основний персонаж | Основний персонаж | Періодичний персонаж | Основний персонаж    | Основний персонаж    | Основний персонаж | Основний персонаж    | Основний персонаж | Основний персонаж |                   |
| Стефан Сальваторе     | Основний персонаж | Основний персонаж | Основний персонаж | Основний персонаж    | Основний персонаж    | Періодичний персонаж | Основний персонаж | Основний персонаж    | Основний персонаж | Основний персонаж |                   |
| Дамон Сальваторе      | Основний персонаж | Основний персонаж | Основний персонаж | Основний персонаж    | Основний персонаж    | Основний персонаж    | Основний персонаж | Основний персонаж    | Основний персонаж | Основний персонаж |                   |
| Бонні Маккалоу        | Основний персонаж | Основний персонаж | Основний персонаж | Основний персонаж    | Основний персонаж    | Основний персонаж    | Основний персонаж | Основний персонаж    | Основний персонаж | Основний персонаж |                   |
| Метт Ганікатт         | Основний персонаж | Основний персонаж | Основний персонаж | Основний персонаж    | Основний персонаж    | Основний персонаж    | Основний персонаж | Основний персонаж    | Основний персонаж | Основний персонаж |                   |
| Мередіт Сулез         | Основний персонаж | Основний персонаж | Основний персонаж | Основний персонаж    | Основний персонаж    | Основний персонаж    | Основний персонаж | Основний персонаж    | Основний персонаж | Основний персонаж |                   |
| Керолайн Форбс        | Основний персонаж | Основний персонаж | Основний персонаж | Основний персонаж    | Періодичний персонаж |                      |                   |                      |                   | Запрошена зірка   |                   |
| Аларік Зальцман       |                   | Основний персонаж | Основний персонаж |                      | Періодичний персонаж |                      |                   | Запрошена зірка      | Основний персонаж | Основний персонаж | Основний персонаж |
| Кетрін фон Шварцшильд | Запрошена зірка   | Запрошена зірка   | Основний персонаж |                      |                      |                      |                   |                      |                   | Основний персонаж |                   |
| Клаус Майклсон        |                   | Запрошена зірка   |                   | Основний персонаж    |                      |                      |                   |                      | Запрошена зірка   | Основний персонаж |                   |
| Сейдж                 |                   |                   |                   |                      |                      | Основний персонаж    | Основний персонаж | Періодичний персонаж |                   |                   |                   |
| Тайлер Смоллвуд       | Основний персонаж | Основний персонаж | Основний персонаж | Основний персонаж    |                      |                      |                   |                      |                   | Запрошена зірка   |                   |

## Книги
1. The Awakening — Пробудження (1991)
2. The Struggle — Голод (1991)
3. The Fury — Гнів (1991)
4. Dark Reunion — Возз'єднання темряви (1992)
5. The Return: Nightfall — Повернення: Сутінки (2009)
6. The Return: Shadow Souls — Повернення: Тінь душі (2010)
7. The Return: Midnight — Повернення: Північ (2011)
8. The Hunters: Phantom — Мисливці: Фантом (25 жовтня 2011)[1][2]
9. The Hunters: Moonsong — Мисливці: Пісня Місяця (201?)
10. The Hunters: Eternity — Мисливці: Вічність (201?)

- Stefan's Diaries (Vampire Diaries v. 1) № 1 Origins — Початок — (2010)[3]
- Stefan's Diaries (Vampire Diaries v. 2) № 2 Bloodlust — Жага крові — (2011)[4]
- Stefan's Diaries (Vampire Diaries v. 3) № 3 The Craving — Жадоба — (2011)[5]
- Stefan's Diaries (Vampire Diaries v. 4) № 4 The Ripper — Різник — (2012)[6]
- Stefan's Diaries (Vampire Diaries v. 5) № 5 The Asylum — Притулок — (2012)[7]
- Stefan's Diaries (Vampire Diaries v. 6) № 6 The Compelled — Вимушений — (2012)[8]

## Відмінності екранізації від книг
Сюжет фільму має серйозні відмінності від книжкової історії. У книзі Олена була блондинкою. Вбивство ж вампірші Вікі мав зробити не Стефан, а Клаус. Керолайн була не найкращою подругою Елейни, а її ворогом. Також там не йшлося про родину Майклсонів. Сценаристи не особливо дотримувалися ідей Лізи Джейн Сміт, намагаючись адаптувати серіал під телевізійний формат. В цілому таке рішення позитивно сприйнято глядачами.